# Prêtes à tout
Prêtes à tout è un film televisivo del 2017, diretto da Thierry Petit.

## Trama
Aline è una donna benestante che lavora come insegnante nella scuola dove studia anche suo figlio quindicenne Romain. Nadia è una madre single della classe operaia e il suo figlio quattordicenne Samir studia nella stessa scuola di Romain. Entrambi i ragazzi vengono coinvolti come fornitori di droga alla festa di compleanno di una loro compagna di classe, Julliette. Quando i loro figli vengono arrestati, le due donne, seppur provenienti da società, ideologie, stili di vita e sensibilità diverse, fanno fronte comune per salvare i loro figli dalla morsa del racket della droga. 

## Riconoscimenti
- 2017 - Festival de la fiction TV[1][2]
  - Miglior attrice ad Anne Charrier